# Velebit (település)
Velebit (avagy Fogadjisten, szerbül Велебит / Velebit) település Szerbiában, a Vajdaság északi részén, az Észak-bánsági körzetben.

## Fekvése
Magyarkanizsától 14 km-re délnyugatra fekszik, közigazgatásilag hozzá tartozik.

## Története
A település környéke már ősidők óta lakott hely volt, területén réz- és bronzkorból származó leletek kerültek napvilágra.
A mai település az I. világháború után alakult ki Velebit környékéről telepített lakosságból.
1941-ben Bukovinából, Suceava megyéből, Fogadjisten településről érkezett székely telepesek költöztek a településre, akik 1945-ben Magyarországra, Vaskútra telepedtek át innen.

## Népesség

### Demográfiai változások
| 1948 | 1953 | 1961 | 1971 | 1981 | 1991 | 2002 |
| ---- | ---- | ---- | ---- | ---- | ---- | ---- |
| 741  | 703  | 604  | 562  | 449  | 361  | 366  |